# بني عايش
بني عايش (بالعبرية: בְּנֵי עַיִ"שׁ) هي مجلس محلي في المنطقة الوسطى في إسرائيل. تقع على بعد حوالي 10 كم من أسدود وبالقرب من غديرا، وبلغ عدد سكانها 6,978 نسمة في 2019.

## التاريخ
أنشئت البلدة في 1957. قبل 1948، كانت المنطقة بمثابة قاعدة عسكرية لقوات الجيش البريطاني خلال فترة الانتداب البريطاني على فلسطين. تم تسميتها على اسم الحاخام عكيفا يوسف شليزنغر، الذي اختصر اسمه إلى عايش.